# Hippolyte François Jaubert
El Comte Hippolyte François Jaubert (París, 28 d'octubre de 1798 – Montpeller, 5 de desembre de 1874) va ser un polític i botànic francès.
Jaubert nasqué a París, era fill de François Hippolyte Jaubert de l'Armada Francesa que morí a la batalla del Nil el 1798 i de Rosalie Mélanie Cheminade que va morir el 1817. Hippolyte va ser adoptat pel seu oncle, el comte François Jaubert (1758–1822), que va ser Conseller d'Estat i Governador del Banc de França durant el Primer Imperi Francès. Malgrat que Jaubert preferia la història natural, el seu oncle el va fer estudiar Dret però va estudiar amb els naturalistes René Desfontaines (1750–1831) i Antoine-Laurent de Jussieu (1748–1836). Quan morí el seu oncle, el 1826, ell n'heretà el títol i la immensa fortuna.
Es va casar amb Marie Boigues (que morí el 1864), germana de Louis Boigues, un fabricant d'Imphy i el fundador de la ciutat de Fourchambault.
L'any 1821 Jaubert va fer una expedició a Alvèrnia i la Provença junt amb el seu amic Victor Jacquemont (1801–1832), on van estudiar-ne la flora i la geologia. Aquest mateix any, junt Karl Sigismund Kunth (1788–1850), Adolphe Brongniart (1801–1876), Adrien de Jussieu (1797–1853), Jean Baptiste Antoine Guillemin (1796–1842) i Achille Richard (1794–1852), fundaren una Societat d'Història Natural a París la qual va finançar una expedició a Àsia de diversos naturalistes, entre ells Pierre Martin Rémi Aucher-Éloy (1793–1838).
Es va unir al conseil général de Cher el 1830, i en fou elegit president. Entrà a la política nacional francesa en l'època de la Revolució de Juliol de 1830, i va ser elegit diputat sis vegades, des de 1831 a 1842. Inicialment va estar proper al corrent polític monàrquic dels Doctrinaires però ràpidament es va acostar al primer ministre republicà Adolphe Thiers, i va ser Ministre d'Obres Públiques l'any 1840.
No va prendre part en la Revolució de 1848,i durant el Segon Imperi, es va apartar de la vida pública i es va dedicar a la botànica i els negocis. L'any 1854 va ser un dels membres fundadors de la Societat Botànica de França i el 1858 va ser escollit membre de l'Acadèmia francesa
El 1871, en la Tercera República Francesa, Jaubert va ser escollit representant de Cher a l'Assemblea Nacional Francesa. Morí a Montpeller el 1874.
Utilitzant l'herbari que ell mateix havia anat recollint i els herbaris del Muséum national d'histoire naturelle, i amb l'ajuda d'Édouard Spach (1801–1879), publicà la seva obra Illustrationes plantarum orientalium ("Il·lustracions de les plantes de l'Orient"; en cinc volums; Roret, Paris, 1842–1857).
Va ser guardonat amb el grau de cavaller de la Légion d'honneur el 27 d'abril de 1830.